# Liebe ist für alle da
Albums de Rammstein
Rosenrot
(2005) Rammstein in Amerika
(2015)
Singles
1. Pussy
Sortie : 18 septembre 2009
2. Ich tu dir weh
Sortie : 5 février 2010
3. Haifisch
Sortie : 28 mai 2010

Liebe ist für alle da est le sixième album studio du groupe de metal industriel allemand Rammstein. Il est sorti le 16 octobre 2009, soit 4 ans après Rosenrot. Il est paru sur le label Universal Music Group et a été produit par Jacob Hellner et le groupe.

## Historique
Les premiers échos de travail du groupe sur un nouvel album ont été entendus dès le 26 mars 2007.
En fin d'année 2007, on apprenait que le groupe avait déjà composé une trentaine de morceaux et était passé à l'enregistrement des démos.
D'après une interview de Paul Landers, le groupe aurait cherché à renouer avec le style musclé des premiers albums. L'album, selon lui, pourrait être le plus « heavy » du groupe.
Richard Kruspe précise quant à lui que les chansons sont « plus orientées pour le live ».
En mai 2008, le groupe va effectuer un revirement total de situation, en repoussant largement la sortie de l'album. En effet, Paul Landers qui, quelques mois avant cela, annonçait que ce nouvel opus serait le plus « hard », annonce cette fois-ci qu'en voulant faire un son plus lourd, le groupe n'a réussi qu'à produire un son semblable à n'importe quel autre album de metal. Le groupe est donc revenu en arrière, à la recherche de nouvelles idées. Richard rassure toutefois le public en précisant que l'album est « lentement en train de prendre forme ».
Le 4 novembre 2008, le groupe sort de son silence et annonce que la pré-production du 6e album est terminée, et que le groupe s'envolera dès le 9 novembre pour San Francisco afin de procéder à l'enregistrement des pistes, qui prendra plusieurs semaines.
Le 8 juillet 2009, une conférence de presse a eu lieu à Berlin, visant à promouvoir le nouvel opus. Les journalistes ont pu écouter 8 chansons du nouvel album et interviewer certains membres du groupe.
Les personnes présentes à la conférence devront tenir secrètes les informations obtenues jusqu'au 10 août, date où la promotion du nouvel album débutera dans les médias. Une sortie en septembre ou octobre était donc plus qu'envisageable.
Paul Landers confirme le titre de l'album (Liebe ist für alle da) dans une interview parue dans le magazine rockone no 57.
Le premier single officiel est « Pussy ». Le clip est sorti le 16 septembre 2009. Il alterne des séquences où le groupe joue sur scène et des séquences pornographiques qui ne sont, par contre, pas tournées par ces derniers[réf. souhaitée]. Le site hébergeant le clip affiche une page prévenant les spectateurs du caractère pornographique et indiquant l'interdiction aux mineurs.
Un mois plus tard, le 16 octobre, l'album est sorti en 2 versions, une classique et une édition deluxe qui contient deux CD.
Le 4 décembre 2009, une « deluxe box » est vendue pour 225 € : celle-ci contient l'album en édition 2 CD, six godemichets roses, une paire de menottes et une bouteille de lubrifiant.
Le 6 novembre 2009, Petra Meier, vice-présidente du Département fédéral allemand des médias dangereux pour la jeunesse indique que l'album sera bientôt interdit aux moins de 18 ans en Allemagne (la censure a été originellement demandée par le ministère fédéral pour la Famille, dirigé par Ursula von der Leyen), en raison des paroles explicites de « Pussy » et « Ich Tu Dir Weh », et de la photo de Richard fessant une femme, visible à l'intérieur du digipack. Le 9 novembre, Universal Allemagne annonce que Liebe ist für alle da sera complètement retiré des étalages allemands dans la nuit du mardi 10 au mercredi 11 novembre à minuit. La vente ne pourra désormais se faire qu'aux plus de 18 ans après demande explicite de leur part à leur revendeur, sous présentation d'une pièce d'identité. Aucune diffusion sonore du morceau « Ich Tu Dir Weh » ne sera permise en Allemagne et les paroles de cette chanson ne pourront plus être écrites dans les médias. De plus, le groupe ne devra pas jouer le titre lors de ses concerts en Allemagne.
En novembre 2009, Christoph Doom Schneider a indiqué dans une interview que deux nouveaux clips venaient d'être tournés : l'un est « Ich Tu Dir Weh » (sorti le 18 décembre) et l'autre, « Haifisch ».
Pour ce qui est d'un éventuel DVD, l'équipe de Rammstein a filmé une partie des deux concerts de Bercy (le 8 et 9 décembre 2009) ainsi qu'au concert de Montréal (le 9 décembre 2010). Rammstein dit vouloir faire un DVD documentaire sur la tournée.
Fin décembre 2009, Paul annonce pendant une interview sur RegenMag.com que le troisième clip sera pour « Haifisch ». Les deux premiers clips de l'album réalisés par Jonas Akerlund ayant reçu des réactions mitigées par la communauté des fans, celui de « Haifisch » devrait revenir dans la lignée des classiques de Rammstein, avec nul autre réalisateur que Jörn Heitmann, réalisateur des clips les plus populaires du groupe, tels que « Sonne », « Ich will » et « Keine Lust ». Le clip est diffusé le 9 avril en Allemagne.
Le 31 mai 2010, le tribunal administratif de Cologne décide de lever la censure en Allemagne, l'annonce officielle ayant lieu le 8 juin. Rammstein a de nouveau le droit de chanter « Ich Tu Dir Weh » sur scène et de vendre l'album normalement.

## Réception
Cet album se classa à la première place des charts allemands, autrichiens, suisse, finlandais, hollandais et danois. En France, il atteignit la 2e place du classement des meilleures ventes d'albums. Aux États-Unis, il se hissa à la 13e du Billboard 200 et en Grande-Bretagne à la 16e place.
En Allemagne, il fut certifié double disque d'or (400 000 albums vendus), en Autriche, Finlande et Suisse il obtint un disque de platine. En France, en Pologne et en Belgique, il sera certifié disque d'or.

## Liste des pistes
Tous les titres sont signés par le groupe.
| No  | Titre                 | Durée |
| --- | --------------------- | ----- |
| 1.  | Rammlied              | 5:20  |
| 2.  | Ich tu dir weh        | 5:02  |
| 3.  | Waidmanns Heil        | 3:33  |
| 4.  | Haifisch              | 3:45  |
| 5.  | B******** (Bückstabü) | 4:15  |
| 6.  | Frühling in Paris     | 4:45  |
| 7.  | Wiener Blut           | 3:53  |
| 8.  | Pussy                 | 4:00  |
| 9.  | Liebe ist für alle da | 3:26  |
| 10. | Mehr                  | 4:09  |
| 11. | Roter Sand            | 3:59  |

### Titres bonus
Incluses dans l'édition 2CD et deluxe uniquement :
| No | Titre                          | Durée |
| -- | ------------------------------ | ----- |
| 1. | Führe mich                     | 4:34  |
| 2. | Donaukinder                    | 5:18  |
| 3. | Halt                           | 4:20  |
| 4. | Roter Sand (Orchester Version) | 4:06  |
| 5. | Liese                          | 3:56  |

### Exclusivité iTunes
| No | Titre                                             | Durée |
| -- | ------------------------------------------------- | ----- |
| 1. | Rammlied (Thrash-Terpiece Remix (par Robb Flynn)) | 6:19  |

## Crédits
- Till Lindemann : chant.
- Paul Landers : guitares.
- Oliver Riedel : basse.
- Richard Z. Kruspe : guitares.
- Christian Lorenz : claviers.
- Christoph Schneider : batterie, percussion.
- Filmorchester Babelsberg : orchestre philharmonique.
- Konzertchor Dresden : chœurs.
- Kinderchor Canzonetta : chœur d'enfants sur Donaukinder.

## À savoir
Christoph, le batteur, n'utilise plus de batterie TAMA comme par le passé, mais du matériel Sonor.
Idem concernant les cymbales : exit la marque MEINL (utilisées depuis des années) : un contrat d'endorsement est établi avec la marque SABIAN, mais uniquement pour la tournée de promotion de l'album. Pour l'enregistrement de ce dernier, des cymbales Meinl ont été utilisées.

## Charts et certifications

### Album
Charts
| Pays             | Durée du classement | Meilleur classement | Date              |
| ---------------- | ------------------- | ------------------- | ----------------- |
| Allemagne        | 76 semaines         | 1er                 | 30 octobre 2009   |
| Australie        | 2 semaines          | 9e                  | 8 novembre 2009   |
| Autriche         | 44 semaines         | 1er                 | 30 octobre 2009   |
| Belgique (W)     | 25 semaines         | 4e                  | 31 octobre 2009   |
| Belgique (V)     | 47 semaines         | 3e                  | 31 octobre 2009   |
| Danemark         | 17 semaines         | 1er                 | 23 octobre 2009   |
| Espagne          | 11 semaines         | 5e                  | 25 octobre 2009   |
| États-Unis       | 4 semaines          | 13e                 | 7 novembre 2009   |
| Finlande         | 43 semaines         | 1er                 | 19 octobre 2009   |
| France           | 21 semaines         | 2e                  | 24 octobre 2009   |
| Italie           | 6 semaines          | 14e                 | 22 octobre 2009   |
| Norvège          | 8 semaines          | 4e                  | 26 octobre 2009   |
| Nouvelle-Zélande | 4 semaines          | 15e                 | 2 novembre 2009   |
| Pays-Bas         | 29 semaines         | 1er                 | 24 octobre 2009   |
| Portugal         | 5 semaines          | 4e                  | 26 octobre 2009   |
| Royaume-Uni      | 3 semaines          | 16e                 | 31 octobre 2009   |
| Suède            | 13 semaines         | 3e                  | 23 octobre 2009   |
| Suisse           | 30 semaines         | 1er                 | 1er novembre 2009 |

Certifications
| Pays        | Certification | Ventes    | Date             |
| ----------- | ------------- | --------- | ---------------- |
| Allemagne   | 2 × Platine   | 400 000 + | 2010             |
| Autriche    | Platine       | 20 000 +  | 16 octobre 2009  |
| Belgique    | Or            | 10 000 +  | 13 novembre 2009 |
| Finlande    | Platine       | 25 000 +  | 2009             |
| France      | Or            | 50 000 +  | 2009             |
| Pologne     | Or            | 10 000 +  | 4 novembre 2009  |
| Royaume-Uni | Argent        | 60 000 +  | 19 avril 2019    |
| Suisse      | Platine       | 30 000 +  | 2009             |

### Singles
| Single         | Chart                   | Durée du classement | Position | Date              |
| -------------- | ----------------------- | ------------------- | -------- | ----------------- |
| Pussy          | Single Top 100          | 11 semaines         | 1er      | 2 octobre 2009    |
| Pussy          | Ö3 Austria Top 40       | 13 semaines         | 4e       | 2 octobre 2009    |
| Pussy          | (W) Ultratop            | 1 semaine           | 40e      | 3 octobre 2009    |
| Pussy          | (V) Ultratop            | 3 semaines          | 34e      | 3 octobre 2009    |
| Pussy          | Track Top-40            | 1 semaine           | 37e      | 2 octobre 2009    |
| Pussy          | Suomen virallinen lista | 4 semaines          | 1er      | 28 septembre 2009 |
| Pussy          | Top 100                 | 22 semaines         | 13e      | 3 octobre 2009    |
| Pussy          | VG-lista                | 1 semaine           | 16e      | 28 septembre 2009 |
| Pussy          | Mega Top 50             | 2 semaines          | 43e      | 3 octobre 2009    |
| Pussy          | UK Singles Chart        | 1 semaine           | 95e      | 3 octobre 2009    |
| Pussy          | Sverigetopplistan       | 2 semaines          | 22e      | 2 octobre 2009    |
| Pussy          | Schweizer Hitparade     | 6 semaines          | 12e      | 4 octobre 2009    |
| Ich tu dir weh | Ö3 Austria Top 40       | 1 semaine           | 74e      | 19 février 2010   |
| Ich tu dir weh | Top 100                 | 30 semaines         | 41e      | 13 février 2010   |
| Haifisch       | Single Top 100          | 2 semaines          | 33e      | 11 juin 2010      |
| Haifisch       | Top 100                 | 26 semaines         | 50e      | 24 juillet 2010   |